# Joshua Nkomo
Joshua Mqabuko Nyongolo Nkomo (Rodésia do Sul, 19 de junho de 1917 — Harare, 1 de julho de 1999) foi um revolucionário e político georgista zimbabuano que serviu como Vice-Presidente do Zimbábue de 1990 até sua morte em 1999. Ele fundou e liderou a União Popular Africana do Zimbábue. Era membro da tribo Kalanga. É carinhosamente conhecido no Zimbábue como "Father Zimbabwe", Umdala Wethu, Umafukufuku ou Chibwechitedza.